# Cold Creek Manor
Cold Creek Manor (La casa en España y La garganta del diablo en Hispanoamérica), es una película estadounidense/canadiense de 2003, un thriller psicológico dirigido por Mike Figgis. El guion de Richard Jefferies se centra en una familia aterrorizada por el antiguo propietario de una finca rural que compraron en la ejecución hipotecaria.

## Argumento
Cuando el realizador de documentales Cooper Tilson y su esposa Leah, ejecutiva de negocios, deciden que su vida en Nueva York se ha convertido en más de lo que pueden soportar, ellos y sus hijos, Kristen y Jesse, se van al campo y compran una mansión en decadencia. Ellos hacen amistad con los propietarios locales de una taberna, Ray y Ellen Pinski y su hija Stephanie, que les ayudan a comprar un caballo. Como Cooper comienza a ordenar a través de los numerosos documentos y fotografías familiares dispersos por toda la casa, decide llevar su historia al cine. 
Convertir el edificio en ruinas en la casa de sus sueños, se convierte en una pesadilla para los Tilson cuando el anterior propietario Dale Massie, un tipo inculto recientemente liberado de la cárcel, se presenta y presiona a Cooper en contratarlo para ayudar con las renovaciones. Aunque en un principio resulta ser un buen trabajador, el sentido profundo de la amenaza que proyecta es inquietante. Una serie de incidentes aterradores llevan a los Tilson a la investigación del oscuro y espeluznante pasado de la finca. Con la esperanza de recoger algunos detalles sobre su historia, Cooper visita al anciano y un poco demente padre de Dale en el hogar de ancianos donde vive. Las aparentemente, inconexas observaciones formuladas por el anciano llevan a Cooper a creer que Dale asesinó a su esposa e hijos, y comienza a buscar sus restos en sus 1,200 acres (4,9 km²) de propiedad. La Sheriff Annie Ferguson, cuñada de Dale, se muestra escéptica sobre la culpabilidad de Dale, pero poco a poco se da cuenta de que Cooper puede estar en lo cierto. 
Cooper confirma sus sospechas cuando él y Leah descubren tres esqueletos en la Garganta del Diablo, un pozo profundo, escondido en el bosque. Usando el walkie-talkie que le dio, contacta a la Sheriff Ferguson, sin saber que ha sido atacada y discapacitada por Dale. Dale pincha los neumáticos del camión de Cooper y Leah y pone el coche en llamas para evitar que se escapen, atrapándolos en la casa en medio de una tormenta que los deja sin luz, obligándolos a confiar en su ingenio y destreza física para salvarse. Siguiéndolos a través de la mansión con una herramienta utilizada para matar a las ovejas; Dale finalmente acorrala a Cooper y a Leah en la azotea. Cooper intenta defenderse pero Dale toma represalias y rompe una de las costillas de Cooper. Dale, ahora loco de atar, declara abiertamente su locura, así como su intención de matarlos y arrojarlos por la Garganta del Diablo como a su familia. Sin embargo, la pareja es capaz de hacerle lo mismo a su torturador. Rápidamente lo atan contra un farol del techo antes de que pueda escapar. Cooper luego toma la herramienta y se burla de Dale como lo había hecho él, diciendo: "Ahora, sal de mi casa!", antes de romper la claraboya. Dale cae hasta el suelo de la planta baja y muere.
La película corta para mostrar el resultado de que los cuerpos de la familia de Dale son justamente sepultados en el cementerio de la familia en Cold Creek Manor y que Cooper y su familia por fin han alcanzado su tan deseada paz. La toma final de la película muestra la mansión titular ahora restaurada a su antigua gloria.

## Elenco
- Dennis Quaid es Cooper Tilson.
- Sharon Stone es Leah Tilson.
- Stephen Dorff es Dale Massie.
- Juliette Lewis es Ruby Ferguson.
- Kristen Stewart es Kristen Tilson.
- Ryan Wilson es Jesse Tilson.
- Dana Eskelson es Sheriff Annie Ferguson.
- Christopher Plummer es Sr. Massie
- Simon Reynolds es Ray Pinski.
- Kathleen Duborg es Ellen Pinski.
- Paula Brancati es Stephanie Pinski.
- Aidan Devine es Skip Linton.
- Wayne Robson es Stan Holland.
- Jordan Pettle es Declan.
- Ray Paisley es Dink.

## Crítica
Stephen Holden del New York Times señaló: "Un cineasta grave como Mike Figgis puede ser perdonado, supongo, por barrios bajos, cuando se tiene un elenco estelar como el que infunde el grito-por-número del thriller Cold Creek Manor, con más credibilidad psicológica que merece su guion". Él dijo que la película "pertenece a la tradición de Cape Fear siendo de los thrillers en los que se prueba el temple de un hombre de familia civilizada en una lucha a vida o muerte con el malvado machista crudo".
Roger Ebert del Chicago Sun-Times calificó la película de un 1½ estrellas y lo llamó "una antología de frases hechas" y "un thriller que nos emociona sólo si dejamos de lado todo sentido común". Y añadió: "Por supuesto las cosas absurdas suceden en todas las novelas de suspenso, pero debe haber al menos un gesto en la dirección de plausibilidad, o perdemos la paciencia".
Edward Guthmann del San Francisco Chronicle dijo: "Como thriller de casa embrujada, Cold Creek Manor es más ridícula que el promedio, pero al mismo tiempo más generosamente producida. Tonterías con un gran presupuesto, es una simple fórmula de clavos...  La secuencia de comandos de todos los injertos de thriller posible, la mayoría de los cuales habían robado sus predecesoras, y las cargas de inverosimilitudes hasta nos preguntamos por qué los actores juegan en serio".
Peter Travers de Rolling Stone calificó la película con una estrella y comentó: "Es triste ver la ausencia de riesgos por parte del director Mike Figgis hacer un thriller genérico para un cheque de pago y luego ni siquiera va con las reglas... Lo único inquietante en esta película son clichés".
Steve Persall del St. Petersburg Times calificó la película con D y añadió: "toda esta mala actuación y ejecución del diálogo, la emoción podría ser entretenida si algo acaba de suceder, además de un susto tonto con una serpiente y una persecución de camiones. La película se reproduce como un episodio de This Old House la primera hora, una telenovela para los próximos 30 minutos, luego, por último, un truco de película del coco en el último momento. Esto no es una película, es el canal de navegación".
Todd McCarthy de Variety dijo que la película es "un peligro lamentablemente previsible, cosa que no parece digno de la atención de sus participantes relativamente de alto perfil. Tomando un descanso de sus experimentos de cámara digital de múltiples perspectivas, el cineasta Mike Figgis muestra en el mejor de su interés a medias en la entrega de las mercancías de género comercial, mientras que Dennis Quaid y Sharon Stone peces en vano de encontrar los ángulos a la hora de sus personajes sin dimensión ".

## Taquilla
La película se estrenó el 16 de enero de 2004 en España y en los cines de Estados Unidos el 19 de septiembre de 2003 y recaudó $8,190,574 dólares en su primer fin de semana, ocupando el #5 en la taquilla detrás de Underworld, Leones de Segunda Mano, The Fighting Temptations, y Once upon a time in Mexico. Con el tiempo ganó $21.386.011 dólares en los EE. UU. y $7.733.423 dólares en los mercados extranjeros para una taquilla mundial total de 29.119.434 dólares.